# Margarinotus agnatus
Margarinotus agnatus är en skalbaggsart som först beskrevs av Lewis 1884.  Margarinotus agnatus ingår i släktet Margarinotus och familjen stumpbaggar. Inga underarter finns listade i Catalogue of Life.